# Great Sugar Loaf
Der Great Sugar Loaf (irisch Ó Cualann) ist ein Berg im Osten des County Wicklow in Irland.

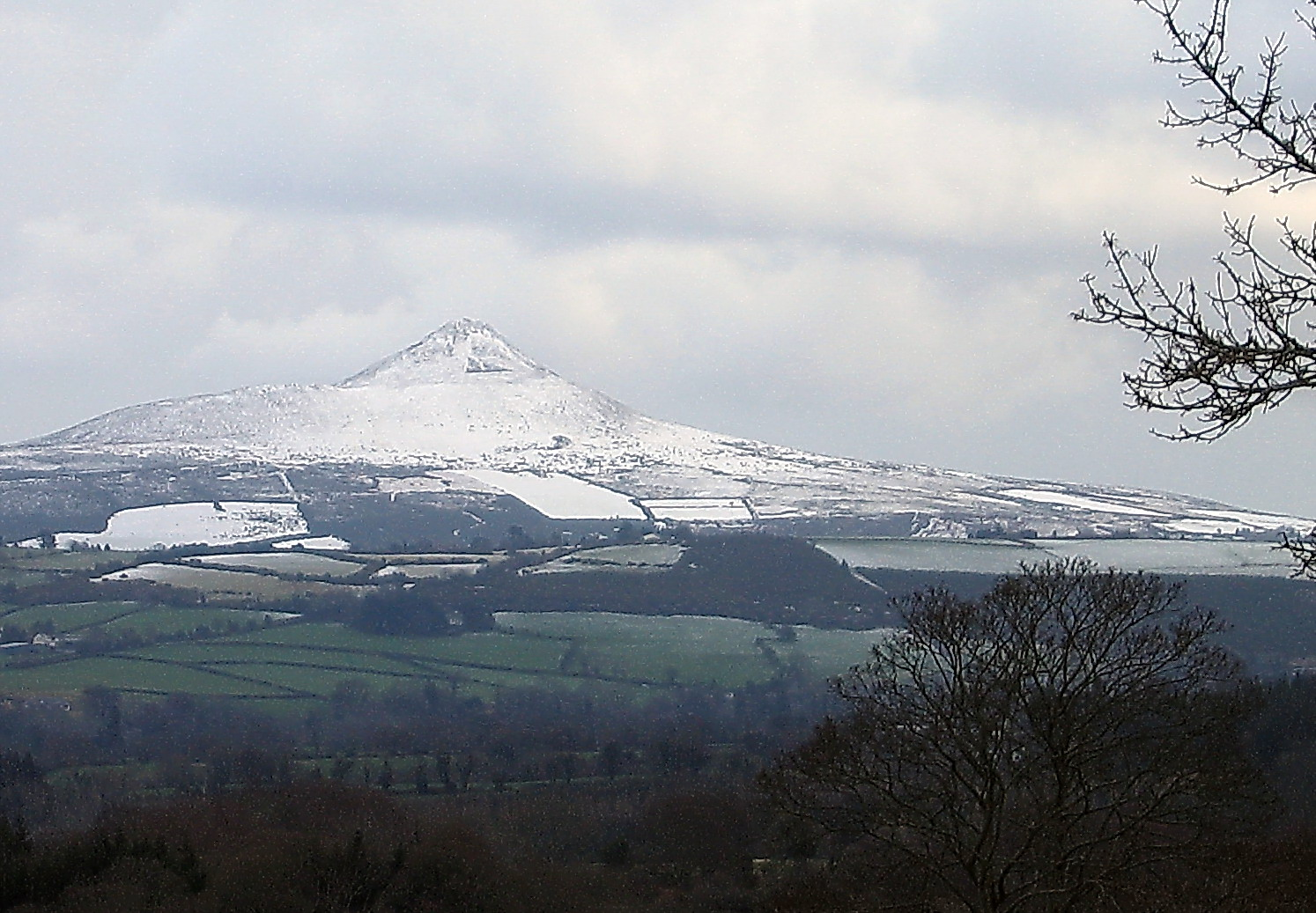
Great Sugar Loaf im Winter

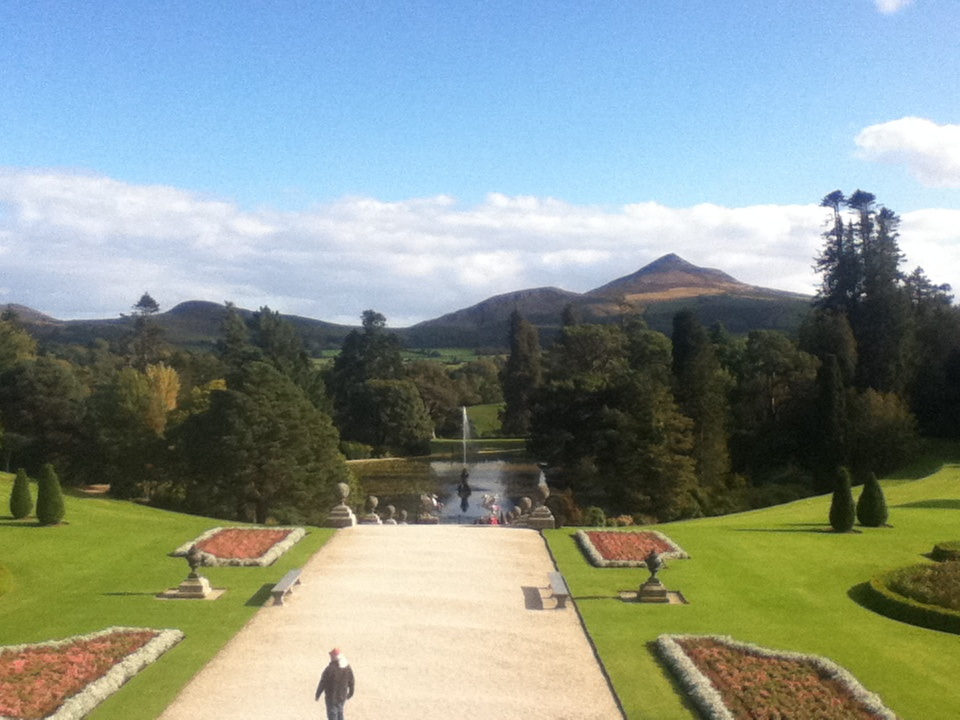
Der Great Sugar Loaf Mountain von Powerscourt aus gesehen.

## Geografie
Der Berg liegt zwischen den Orten Delgany und Kilmacanogue nördlich des Naturschutzgebietes Glen of the Downs. Der kleinere Little Sugar Loaf liegt östlich davon.
Der Great Sugarloaf ist nur 501 m hoch. Dadurch, dass er mit seinem vulkanähnlichen Aussehen aus der Umgebung herausragt, ist er aber ein markanter Punkt in der Landschaft.

## Geologie
Während die westlich gelegenen Wicklow Mountains aus Granit des Devon-Erdzeitalters bestehen, besteht der Great Sugarloaf aus Quarz, das während des Kambriums entstanden ist. Auch wenn er gelegentlich als ein erloschener Vulkan angesehen wird, besteht er aus Sedimentablagerungen der Tiefsee, die nicht verwittert sind.

## Trivia
An klaren Tagen kann man von seiner Spitze den 150 km entfernten Snowdon in Wales sehen.